# Tettigonia leucopasa
Tettigonia leucopasa är en insektsart som beskrevs av Walker 1870. Tettigonia leucopasa ingår i släktet Tettigonia och familjen dvärgstritar. Inga underarter finns listade i Catalogue of Life.